# Tropinota
Tropinota (Mulsant, 1842) è un genere di coleotteri appartenente alla famiglia degli Scarabeidi (sottofamiglia Cetoniinae).

## Descrizione

### Adulti
Le specie appartenenti al genere Tropinota sono, solitamente di dimensioni piccole. Presentano un corpo tozzo e robusto, generalmente di colori scuri come il nero e il marrone. Tutto il corpo è circondato da una pubescenza lunga, la cui foltezza può variare a seconda della specie. Alcuni esemplari, come Tropinota hirta, presentano dei puntini bianchi sul dorso mentre altre, come Tropinota bleusei delle fasce rossicce sulle elitre.

### Larve
Le larve hanno l'aspetto di vermi bianchi dalla forma a "C". Presentano la testa e le tre paia di zampe sclerificate.

## Biologia

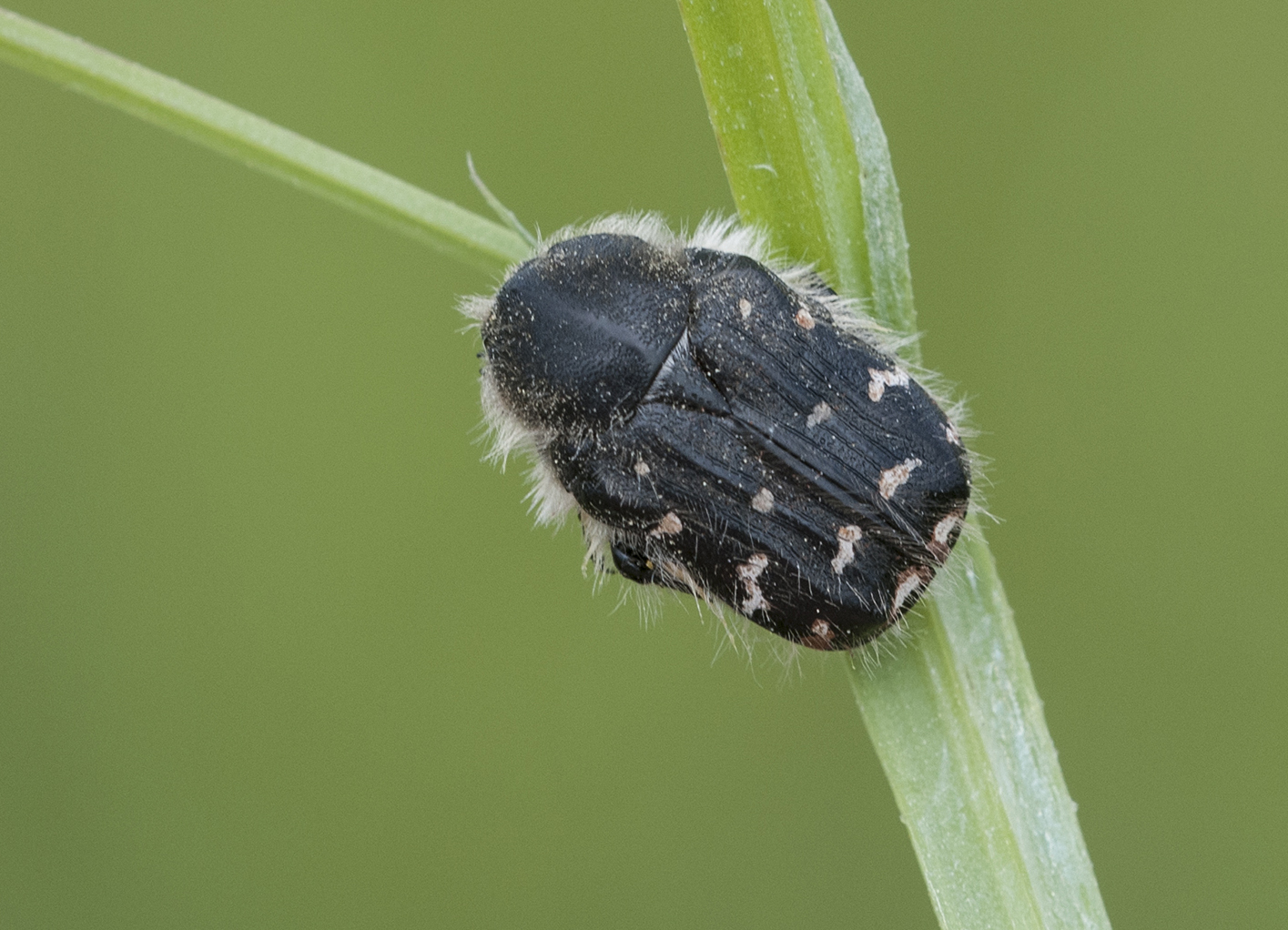
Tropinota hirta

Gli adulti generalmente compaiono in primavera o in estate, a seconda della specie di cui si parla. Si nutrono di polline e nettare ma possono anche rodere gli organi floreali, risultando così occasionalmente nocivi per l'agricoltura. Nonostante ciò, paradossalmente però ricoprono un importante ruolo di impollinatori, grazie infatti alla peluria che li riveste e che è in grado di catturare il polline da trasportare. La loro tendenza alimentare può variare a seconda della specie. Come tutti i cetonini, le larve sono detritivore, si sviluppano nel terreno nutrendosi di detriti vegetali, legno marcio e materiale organico in decomposizione, svolgendo quindi un importante ruolo nella rigenerazione dei terreni.

## Distribuzione e habitat
Questo genere è diffuso in Europa, soprattutto Europa centrale e orientale, isole mediterranee comprese.

## Tassonomia
Il genere Tropinota comprende le seguenti specie:
- Tropinota annabrunae
- Tropinota bleusei
- Tropinota hirta
- Tropinota hirtiformis
- Tropinota iberica
- Tropinota iec
- Tropinota ilariae
- Tropinota paulae
- Tropinota senicula
- Tropinota spinifrons
- Tropinota squalida
- Tropinota turanica
- Tropinota villiersi
- Tropinota vittula